# 刑務所の中
『刑務所の中』（けいむしょのなか）は、漫画家の花輪和一が、銃砲刀剣類不法所持違反で逮捕され服役した自らの獄中体験を作品化したエッセイ漫画。またこれを原作とした、崔洋一監督による映画。
作者の拘置所から刑務所の雑居房までの実体験、そして個性溢れる囚人達との交流を描く。
青林工藝舎『アックス』創刊号から13号にかけて連載された。

## 概要
猟奇的・怪奇な作風で知られる作者の花輪和一は若い頃からのガンマニアであり、改造モデルガンを入手したり、腐蝕した実銃をひそかにレストアしたりするのが趣味であった。しかし趣味が嵩じて警察の摘発を受け、火薬類取締法違反で懲役3年を宣告され服役した。その出所後に描かれた獄中体験記漫画が本作である。
刑務所内では記録は許されないので、その描写は記憶によっている。「ビュー（「良い」「素晴らしい」という意の北海道弁）だね」などの独特な言葉、そして基本的に記憶力だけで（作者の日記からの引用や多少の取材もなされている）刑務所内の細部、作者や、同部屋の囚人たちの刑務所の中での生活を、緻密に描いている。
「異色の獄中記漫画」として話題となった。花輪の長い漫画家歴の中で本作が事実上の初ヒット作となり、第5回手塚治虫文化賞の最有力候補となったが「マイナー漫画家を自負する自分としてはいかなる賞も貰う資格が無い」との信念により受賞を固辞した。
単行本は全1巻。青林工藝舎より出版。のちに所内のカラーイラストと1章が加筆された文庫版が講談社より発売。

## 書誌情報
- 青林工藝舎 2000年 ISBN 978-4-8837-9065-4
- 講談社コミッククリエイト・講談社漫画文庫 2006年 ISBN 978-4-0637-0314-6

## 映画
2002年12月7日に公開。基本的には原作をほぼ忠実に踏襲した内容である。
ストーリー構成からシナリオ、セリフ、受刑者房、食事のメニューや集会で食べるお菓子（コーラ・ブルボンアルフォート）など細部に至るまでできる限り原作版に忠実に再現されているが、主に以下の点が変更されている。
- 収監先の刑務所が原作版では原作者が収監されていた函館少年刑務所がモデルになっているのに対し、映画版では北海道日高刑務所という架空の刑務所に変更されている。
- 原作版には凶悪犯罪を助長するようなセリフや放送禁止用語（差別発言）、受刑者どうしのトラブル（暴力シーン）、受刑者の移送など問題のあるセリフやシーンがいくつか含まれているが、映画版ではそれらのセリフやシーンが全てカットされている。
- 免業日のシーンで催された2級受刑者集会の映画が版権の関係で原作版のクリント・イーストウッド監督・主演の『許されざる者』から北野武監督作品の『キッズ・リターン』に変更されている[注 2]。

このほか、原作版には描かれていなかった逮捕前のミリタリーキャンプの様子や受刑者の地震発生時の避難訓練の様子が映画版オリジナルシーンとして追加された。
2003年8月22日にDVD版が発売された。このDVDには撮影風景などを収めた特典映像が入っている。

### 受賞
- 第76回キネマ旬報ベスト・テン日本映画ベスト・テン第2位、助演男優賞（香川照之）[1]
- 第45回ブルーリボン賞監督賞[2]
- 第15回日刊スポーツ映画大賞・石原裕次郎賞助演男優賞（香川照之）
- 第28回報知映画賞作品賞[3]
- 第58回毎日映画コンクール監督賞、美術賞[4]
- 第12回日本映画批評家大賞監督賞[5]

### スタッフ
- 監督：崔洋一
- 原作：花輪和一 「刑務所の中」（青林工藝舎）
- 脚本：崔洋一、鄭義信、中村義洋
- 企画・製作者：若杉正明
- プロデューサー：榎望
- エグゼクティブプロデューサー：石川富康、岩城正剛（椎名桔平）
- 刑務指導：坂本敏夫
- ロケ協力：北海道ロケーションサービス、網走市、博物館網走監獄、日本エアシステム、網走市観光推進協議会、網走市教育委員会　ほか
- 映像提供：サザエ食品、北海道文化放送、石屋製菓、CNN
- 撮影：浜田毅
- 美術：磯見俊裕
- 衣裳：鳥野圭子
- 照明：松岡泰彦
- 録音：鈴木肇
- 編集：川瀬功
- 助監督：中村隆彦、佐和田恵、金成國
- 音響効果：斉藤昌利
- 音楽プロデューサー：佐々木次彦
- VFX：日本エフェクトセンター
- ガンエフェクト：パイロテック
- 現像：ソニーPCL
- MA：松竹サウンドスタジオ
- スタジオ：府中多摩スタジオ
- 製作：衛星劇場、ビーワイルド
- 配給：ザナドゥー

### キャスト

#### 303号室の受刑者たち
- ハナワ（花輪和一）：山﨑努

受刑者番号222番。改造した銃「ダーティーハリーの長いやつ」を所持し、サバイバルゲームを行っていた。銃砲刀剣類等不法所持、及び火薬類取締法違反により懲役3年の罪で服役する。
基本的には大人しい性格で、落ち着いた言動をする冷静な人物である。規律厳しい中でも質素な食事を味わったり、地味な作業にも楽しみを見出し黙々とこなす。他の房の受刑者でも自分の考えと合う人物には、運動の時間など比較的自由に過ごせる時間に話しかけ、助言したり褒めたりしている。
妙なこだわりを持ち、支給されたパンツを「私物用の（キチンとしたパンツを）を買えば?」と伊笠から言われても「嫌だ!こんな中古の凄いパンツ、絶対に他所では履けないから」と気に入っていたり、袋作りの作業で自らノルマを作り、ノルマを達成しないとトイレに行かなかったり、刑務官にいちいち手を挙げて報告したり懲罰者用の運動場に出ることを嫌っている。
自らの快楽、職業、恨み、生活のためなどが理由で入っている受刑者とは異なり、趣味の延長が犯罪となり一般人なら（執行猶予が付いて）軽い刑で済むはずが、漫画家であるが故に受刑することになったため、周囲とは感覚がズレている。しかし刑務所内でズレているだけであり、仮出所をするにあたって不安げな岸田を「親からもらった立派な体があるんだからさ。元気で!悔いのない人生を!」と激励したり、犯罪を武勇伝の如く語る者を毛嫌いしたり、逆に刑務所で一般世間では当たり前の生きる術を学んだものに対しては感心したりしている。
今作の登場人物の中では唯一の実在人物であり、原作者で漫画家の花輪和一がモデル。
- 伊笠：香川照之

受刑者番号134番。婦女暴行罪及び未成年者売春（性犯罪）で服役中。
一人っ子のおぼっちゃま。B型。メガネをかけている。綺麗好きで、小指を立てて石鹸箱を持つ癖がある。
革靴が好きで、特にエドワード・グリーンの靴が気に入っている。
野球はあまり得意ではなく、打球をよく取りこぼしている。
大麻に関する知識が詳しく、出所したら北海道の大麻が自生する秘密の場所に行くつもりである。
意外に自分本位でかつ子供っぽさの残る性格で、ある日小屋にちょっかいを出したのを看守に見つかり、テレビ視聴を1か月間禁止される羽目になった。知子と言う名前の娘がいる。
原作初期の頃の名前は「笠山」だった。また、映画版のワンシーンでは、氏名は「伊笠好美」で住所は北海道函館市大森と記されている。
- 田辺：田口トモロヲ

受刑者番号124番。殺人罪で服役中。
言葉遣いは少々乱暴だが曲がった事が嫌いな性格らしく、日頃から看守に何かと媚を売っている掃夫の友田のことを激しく嫌悪し見下している。
303号室で唯一の二級受刑者。二級受刑者はお菓子と飲み物を飲み食いしながら映画を見る『集会』が毎月1回あり、他の受刑者は三級で1か月おきに1回であるため、集会の日は自慢気である。ちなみに作中では集会で『キッズ・リターン』を鑑賞している。
刑務作業中に腹痛を催し、漏らす寸前のところで便所に入ることができ、難を逃れている。
映画版のワンシーンでは、氏名は「田辺美幸」で住所は山形県山形市七日町と記されている。
- 小屋：松重豊

受刑者番号128番。窃盗罪で服役中。
左腕に自分で刺青を彫ったが、「仁義」のはずが間違って「仁議」となっている。そのため同じ部屋の受刑者から「仁議の小屋」とからかわれている。
非常に早食いで、食事を済ませるのが早い。本人いわく「もっと早く食う気になれば、こんなの1分以内で済ませられる」とのこと。
長身で少々強面だが性格は穏やかであるため、よく仲間からちょっかいを出されるいじられキャラである。
原作では「小屋正吉」と記されたコマがあり、映画版のワンシーンでは氏名は同じで住所は宮城県仙台市泉区和鹿中央と記されている。
- 竹伏：村松利史

受刑者番号62番。覚醒剤取締法違反で服役中。
明るくおしゃべり好きな性格。他の受刑者の身体的特徴に興味がある。甘い物が好きなようで、テレビで流れる和菓子や白い恋人のCMに釘付けになっていた。
詳しい家族構成は不明だが、娘がおり、今は高校を辞めて働いているとのこと。
過去に違法薬物にハマっていた。作中では薬物使用時の様子を喜々として語っているため伊笠から辞める気があるのか不安視されている。
原作ではダンプカーの運転手をしており、苦労して新型ダンプカーを購入した直後に逮捕され、ダンプカーは売却された事が本人の口から語られている。
原作では「竹伏夏夫」と記されたコマがあり、映画版のワンシーンでは氏名は「竹伏拓海」で住所は青森県三沢市下田若葉と記されている。
※各者の罪状はいずれも当時配布されたチラシ、パンフレットから抜粋。

#### 主な受刑者たち
- ティッシュマン高橋：大杉漣

受刑者番号238番。あだ名は「ティッシュマン」。入浴時に陰茎の先にティッシュがついていたことを他の受刑者に目撃されて以来、陰でこのあだ名で呼ばれるようになった。本人によるとマンションを3つ持っており、高級車のベンツも所持していると他の受刑者に自慢している。しかしベンツの種類を言えない。虚言と見栄を張る癖があるため、刑務所内で浮いた存在となっており、他の受刑者たちから嫌われてほとんど相手にされていない。
- 大内：木下ほうか

殺人の罪で懲役7年の服役中。借金の取り立てへ行き相手が刃物を向けたため射殺し、自宅へ帰宅し寝ていたのを逮捕された。一見すると殺人犯とは思えないほど面白おかしく雑談をしては楽しそうに笑っている。自宅にはジープがあり、キャンプ用品を積んで山に行って山菜などを取って食べるのが趣味だと言う。年末年始に出されたおせち料理を全て暗記している。
- 岸田：長江英和

連続コンビニ強盗事件を起こして服役中。元ブロック塀職人。正月に仮出所する予定だが、所持金は作業賞与金が6万円近くあるだけで預貯金は全くないため、「娑婆で生活できない」と仮出所に深い悩みと迷いをかかえている。ハナワから「暗くて好感が持てる。受刑者の中で一番好き」と評されている。
- 中井：戸田昌宏

高橋の自慢話に疑いの耳を持っている。作中では大晦日の夕食から正月三が日に出される刑務所の食事の話を大内から聞いて、普段とは違う豪華な食事に夢をふくらませている。
麦飯にしょう油をビチョビチョになるほどかけている原山のことを、ハナワに紹介する。
- 原山：森下能幸

中井によると、麦飯にしょう油をかけて食べる（醤油かけご飯）のが大好きな奇食家で、ビショビショになるぐらいかけて食べているとのこと。かける量は違うもののハナワも同じく麦飯にしょう油をかけるのが好きなことから気に入られた。他の受刑者からは気味悪がられて嫌われている。
ハナワに、麦飯にソースをかけてみる（ソーライス）ことを薦められ、今度やってみると宣言する。
- 浜村：窪塚洋介

殺人罪で服役中。不良仲間に呼びだされて一緒に殺人を犯すが、仲間の一人が宗教に目覚めて自首したことがきっかけで捕まった。子煩悩で、仲間に呼びだされた時も自身の赤ん坊にミルクをあげており、早く出所して子供が抱きたいと語っている。
- 掃夫友田：伊藤洋三郎

刑務所内の清掃を担当。刑務所の窓ガラスを綺麗に磨き上げたり、受刑者たちの残飯を綺麗に片付け、受刑者たちの衣類の洗濯、室内や窓ガラスなどの掃除、受刑者たちが足を洗うための温水とタオルの配布など仕事を一生懸命やっている。竹伏によると巨根とされる。過去に学校荒らしをした時に中学生に見つかり追いかけられてボコボコにされた上で捕まった（建造物侵入罪）。刑務官を「先生」と呼び、仕事している姿を刑務官に必死にアピールし、どんな些細なことでも刑務官に密告などをするため、受刑者達からは嫌われている。特に田辺から激しく毛嫌いされているが、それでも刑務官から「かわいがられる」ために毎日媚びを売り続けている。ハナワだけが仕事を褒めてくれると話している。ただ、刑務官らが彼を模範囚と見ているかどうかは明らかでない。
- それじゃさま青島：黒沼弘己

懲罰房にいる受刑者に薬局の紙袋の作り方を教え、受刑者たちが作った紙袋を回収する仕事をしている。紙袋を受け取る時に「それじゃ、できた製品ください」など、口を開くたびに「それじゃ…」と言いながら各部屋を回っているので、ハナワは「様」をつけて「それじゃさま」と呼んでいる。
- 藤島：草薙良一

303号室の向かいの房にいる高齢受刑者。歳のせいかなよなよとして、姿勢も悪い。それ故に看守からは不良囚と見なされ、何かと標的にされている。官本のクロスワード雑誌に、看守の許可なく答えを直接書き込んでしまったため、懲罰房行きになった。原作版では、映画版とは反対に真面目で良識的な受刑者いわば模範囚として描かれている。
- クロスワードの受刑者：林海象

藤島と同室の受刑者。藤島が懲罰房行きになった時に小屋にその原因をクロスワードの雑誌を指差して教えた。

#### 刑務官ほか刑務所職員
- 工場担当の看守横山：斎藤歩

看守という立場上厳しい態度で職務に臨んでいる。作業場では一段高い所から受刑者たちが真面目に作業をしているか目を光らせている。受刑者たちがトイレに行く時や机から落とした消しゴム1つ拾うだけでも自身の許可なく持ち場を離れることは許されない。
掃夫の友田から「先生」と呼ばれており、彼に対しては日頃の仕事ぶりから好意的に捉えている。
- 医官：椎名桔平

体調不良などを申し出た受刑者たちの診察をしている。診察と言っても、作業場で受刑者共々起立したまま患部や体温計を見て対処法や入浴禁止など言い渡すだけという簡易的なものである。
- 看守稲川：三原康可

毎日、朝と夕方にハナワたち受刑者の点検（点呼）を行っている。
- 看守杉野：飯島大介

ベテラン看守で、朝と夕方の点検では最後に人数を確認している。また、免業日の朝の点検では「点検よ～い」の号令に気付かず髭を剃っていたハナワを厳しく叱り飛ばして指導する。
- 看守水上：田邊年秋
- 工場区長：小形雄二
- 看守中村：辰巳浩三
- 看守北見：旭洋一
- 看守草野：井上利則（網走市観光課長）

受刑者たちの入浴シーンで、監視役として登場。ハナワが「姐さんかぶり」をしているのを見つけて、怒鳴って指導する。
- 舎房区長：本間典勝（網走市観光係長）

#### ハナワのミリタリー仲間
- ミリタリー中田：遠藤憲一

別の銃を改造してアイバージョンソン（本作ではロバート・ケネディ暗殺事件に使われたタイプの銃と言われている）を作った。サバイバルゲームでは、撃たれて死んだフリをするハナワに大げさな芝居で華を添えている。
- ミリタリー佐伯：小木茂光

木下の銃について実用性はないものの「木下ちゃんらしくていい。力作だ」と褒めている。
- ミリタリー木下：恩田括

モーゼルを改造して拳銃なのに銃身が数10cmもある個性的な銃を作った。しかし佐藤から実用性がないことを指摘される。
- ミリタリー佐藤：浅見小四郎

サバイバルゲーム時に記録用のビデオカメラで撮影する係。ハナワが持っている銃を分解する所をカメラで撮影しようとして仲間に止められ残念がる。
- ミリタリー田村：栗田茂[注 4]

#### その他
| - 計算工山本：大橋一三 - 班長内田：村上連 - 配食係：中村義洋 - 加藤：山中聡 受刑者たちの野球シーンで、足をベンチに乗せて、ひたすら腕立て伏せをしている。 - 野口：榎戸耕史 - 戸川：斎藤征義 - 本島：宮川宏司 - 佐々木さん：本田徳樹 - モミアゲの受刑者：本間盛行 | - 少年時代のハナワ：小野光哉 納屋でクリームパンを初めて食べた。 - 中学生のハナワ：斎藤祐也 自転車通学の帰りに揚げたてのコロッケを食べていた。 - 受刑者たち - 隈雅幸 - 石原純 - 大石遼 - 岩瀬洋一郎 - 宮崎総士 - 吉田裕 - 坂口順 - 安藤亮 |

- 一部の受刑者役や看守役は地元網走市に住む一般市民からオーディションで選ばれた者がエキストラとして出演しており、そのほか撮影当時に網走市観光課職員であった本間典勝観光係長が舎房区長役、井上利則観光課長が看守草野役として本作品に出演している。また井上観光課長は受刑者が彫っていた鎌倉彫の指導も行っている。

### ロケ地
映画の撮影は北海道網走市の全面支援のもと、2001年11月6日より網走市近郊で行われ、博物館網走監獄を中心に2000年3月31日に閉校となった網走市立音根内小学校や丸万小学校の木造校舎と体育館、校庭、JR北海道釧網本線北浜駅 - 原生花園駅間の線路際や鉄橋、網走支庁（現在のオホーツク総合振興局）の食堂、美幌河川敷などで11月19日まで約2週間に渡ってロケーション撮影が行われた。

### 備考
- 博物館網走監獄は二見ヶ岡農場の庁舎が中心となった撮影が行われた。撮影の際、実際の刑務所では撮影が困難なことから、崔洋一監督率いる撮影隊が2001年9月6日に博物館網走監獄を本映画のロケ地候補として視察していた際、たまたま二見ヶ岡農場に移築復元された二見ヶ岡農場庁舎などの旧刑務所施設の完成式を見て建物や内部施設が原作者のマンガのイメージとピッタリ一致したため、即座に決定したという。ただし舎房は老朽化が著しく撮影には危険だったため、よく似せた別のセットを組んで撮影された[6][7]。
- 博物館網走監獄での撮影の時は当然博物館も一般営業していたため、一般客に対して立ち入り禁止区域を作り、その区域を少しずつ移動させながらの撮影が行われた。そのため撮影にはかなりの時間がかかってしまったという[7]。
- ミリタリーキャンプのシーンは当初はミリタリー田村役の栗田が所有するサバイバルゲームのフィールドを使用する予定だったが、悪天候のため急遽美幌河川敷に変更された。撮影は昼の12時から翌日早朝4時までの強行軍で、匍匐前進のシーンでは機械の故障やNGの連続で何十回にも渡ってリテイクが行われ、OKが出た後は周りの草地はまっ平らになってしまったという[8]。
- ロケ地の1つとなった音根内小学校の木造校舎と体育館は映画の撮影が終わった後の2002年7月に解体撤去されて更地になり、校庭もバックネットや遊具、校門を含めて全て撤去されて整備され、現在は学校敷地跡は音根内さくら公園になっている。当時を偲ばせるものは校門跡付近に設置された閉校記念碑のみになってしまったため、本作品は解体整備直前の学校校舎や校庭が見られる貴重な作品となっている。なお、本校は1996年から2003年にかけて放送されたテレビドラマ『みにくいアヒルの子』でも校舎や教室で撮影が行われている。
- 入浴シーンの撮影も二見ヶ岡農場庁舎にある展示用の浴室が使われた。実際に浴槽に水を入れたところ老朽化が原因で大量の水漏れが起きたため、急遽浴槽を突貫で修理して綺麗に清掃してからお湯が入れられた。その際、この施設にはお湯を沸かす器具が無かったため、お湯を近隣の老人福祉施設から散水車で輸送して浴槽に入れたが、こんどは逆に湯温が熱くなりすぎてしまい、撮影隊の宿舎である「ホテルしんばし」から大量の氷を搬送し、湯温を適温に下げてから撮影が行われた。そのため入浴シーンの撮影には一晩かかってしまったという[7]。
- 受刑者がテレビを見るシーンでは、1993年2月28日に発生したアメリカの新宗教ブランチ・ダビディアンの集団自決事件のニュース映像と札幌に本社を置くサザエ食品や石屋製菓（白い恋人）が過去に実際に流していたテレビCMが使われている。また、僅かな時間だが崔洋一監督もテレビ番組でインタビューを受ける人物として出演している。
- ラストシーンで出てきたタンポポは実際に咲いていたものではなく、博物館の職員が寒さで縮んでいたタンポポを見つけて掘り出し、暖房やバーナーを使って暖めて伸ばしたものである。11月で芝生も全てが緑色ではなかったため、なるべく緑が多い場所で撮影が行われ、緑が少ない箇所は緑色のペンキをスプレーで振りかけたという[7]。
- 撮影された11月は極寒の季節であったため、網走中央商店街の女性団体「弁天の会」を始めとした複数の支援サークルなどが毎日100人分の温かい汁物を昼食に作って出演者やスタッフに振る舞い、サポートした。また、受刑者たちが食事のシーンで食べていた御飯やパン、回想シーンの御節料理、集会のシーンで食べていた飲料、菓子類も支援サークルとスタッフが協力して作ったり調達していた[9]。
- 「うれしいお正月」では一瞬だけだが、2004年に消滅したJAS（日本エアシステム）所属の飛行機が草野球中の校庭の上を飛ぶ姿を見ることが出来る。
- 美幌河川敷での撮影時、崔洋一監督が土手で転んでしまい、膝と腰を強打。網走ロケ2日目にして靱帯損傷というケガを負ってしまったが、その後の撮影は松葉杖と車椅子で何とか凌いだ。
- 受刑者たちの行進のシーンは網走刑務所職員から直接指導を受けていた。ロケ当初はNGを連発していたが、ロケが進むにつれて段々とうまくなっていった。
- 刑務所の炊事場のシーンは網走支庁の職員食堂の厨房で撮影された。